# منتخب لاتفيا لدوري الرغبي
منتخب لاتفيا لدوري الرغبي هو ممثل لاتفيا الرسمي في المنافسات الدولية في دوري الرغبي .